# Fyra värmländska låtar til tekster av Gustav Fröding
Fyra värmländska låtar til tekster av Gustav Fröding (Zweeds voor Vier Värmlandse liedjes op tekst van Gustav Fröding) is een verzameling liedjes van Eyvind Alnaes. Alnaes koos voor deze liederenbundel weer voor werken van de Zweedse schrijver Gustav Fröding, net als in Fire sange til tekster af Gustav Frøding og Nils-Magnus Folcke. De liedjes uitgegeven onder opus 38 waren zeer waarschijnlijk voor de Zweedse muziekliefhebbers bestemd, gezien de titel in het Zweeds. Ze werden uitgegeven door Edition Wilhelm Hansen.
De vier liedjes in deze bundel zijn:
1. Jäntblig
2. En liten låt om våren
3. Kung Liljekonvalje
4. Skogsrån